# Marius Alphonse Marie Waszink
Marius Alphonse Marie Waszink (Maastricht, 18 mei 1881 – Breda, 23 oktober 1943) was minister van onderwijs in het eerste kabinet-De Geer. Hij had bestuurlijke ervaring als burgemeester van Heerlen, maar werd vooral in het kabinet opgenomen als vertegenwoordiger van de katholieken. Hij wist echter weinig van onderwijs. Waszink leed als minister enkele parlementaire nederlagen. Na zijn ministerschap werd hij burgemeester van Roermond.

## Trivia
- In de Heerlense wijk Aarveld is een straat naar hem vernoemd.

- Biografisch Portaal: 80793993
- Parlement.com: vg09lljla7yj